# Dumitru Ursul
Dumitru Ursul (n. 10 noiembrie 1913 – d. 1 februarie 1996) a fost un filozof moldovean, care a fost ales ca membru titular al Academiei de Științe a Moldovei.
În perioada 1981-1985 a îndeplinit funcția de vicepreședinte al Academiei de Științe a Moldovei.